# Rolls-Royce Spey
Rolls-Royce Spey (denumirile companiei: RB.163, RB.168 și RB.183) este un motor turboventilator cu grad de diluție mic proiectat și fabricat inițial de Rolls-Royce, care a fost în serviciu pe scară largă timp de peste 40 de ani. O versiune a lui Spey dezvoltată în comun cu Allison în anii 1960 este Allison TF41.
Când a fost proiectat, la sfârșitul anilor 1950, era destinat pieței de avioane cu reacție civile mici, însă conceptul Spey a fost folosit și în diferite motoare militare, iar mai târziu ca turbomotor cu turbină liberă pentru nave, cunoscut sub numele de Rolls-Royce Marine Spey și chiar pentru o nouă versiune civilă, Rolls-Royce RB.183 Tay.
Versiunile de aviație ale modelului de bază Spey au acumulat peste 50 de milioane de ore de zbor. În conformitate cu practica de denumire a Rolls-Royce, motorul este numit după râul Spey.

## Proiectare și dezvoltare
În 1954 Rolls-Royce a introdus primul motor comercial cu grad de diluție, Rolls-Royce Conway, cu o tracțiune de 17.500 de lbf⁠(d) (78 kN), destinat pentru ceea ce era atunci „capătul mare” al pieței. Era mult prea mare pentru aeronave mai mici, cum ar fi Sud Caravelle, BAC One-Eleven sau Hawker Siddeley Trident care atunci erau în curs de proiectare. Rolls-Royce a început apoi să lucreze la un motor mai mic, de altfel identic ca soluție constructivă, derivat din motorul mai mare RB.140/141 Medway, care el însuși fusese abandonat după ce British European Airways (BEA) a cerut reducerea dimensiunii Tridentului, RB.163 folosind același aranjament de compresor cu doi arbori și un ventilator care oferea un grad de diluție de aproximativ 0,64:1. Proiectat de o echipă sub conducerea lui Frederick Morley, primele versiuni ale a ceea ce a devenit „Spey” au intrat în funcțiune în 1964, propulsând atât 1-11, cât și Trident. Mai multe versiuni cu puteri mai mari au fost livrate prin anii 1960, dar dezvoltarea a fost încheiată aproape de anii 1970 datorită introducerii motoarelor cu grad de diluție mult mai mare, prin urmare mai economice.
În 1980, Turbomecanica București a achiziționat licența pentru versiunea Spey 512-14 DW, care a motorizat aeronava BAC One-Eleven de construcție românească, ROMBAC 1-11.
Avioanele propulsate de Spey au rămas în serviciu pe scară largă până în anii 1980, când limitările de zgomot din aeroporturile europene au forțat scoaterea lor din serviciu.

### Adaptarea pentru Buccaneer și Corsair II
La sfârșitul anilor 1950, Uniunea Sovietică a început dezvoltarea crucișătoarelor din clasa Sverdlov⁠(d), care ar pune Marina Regală Britanică în pericol grav. Divizia Naval Air Warfare a decis să contracareze această amenințare cu o aeronavă de atac care ar zbura cu viteză foarte mare la o înălțime foarte mică. Proiectul câștigător a fost Blackburn Buccaneer.

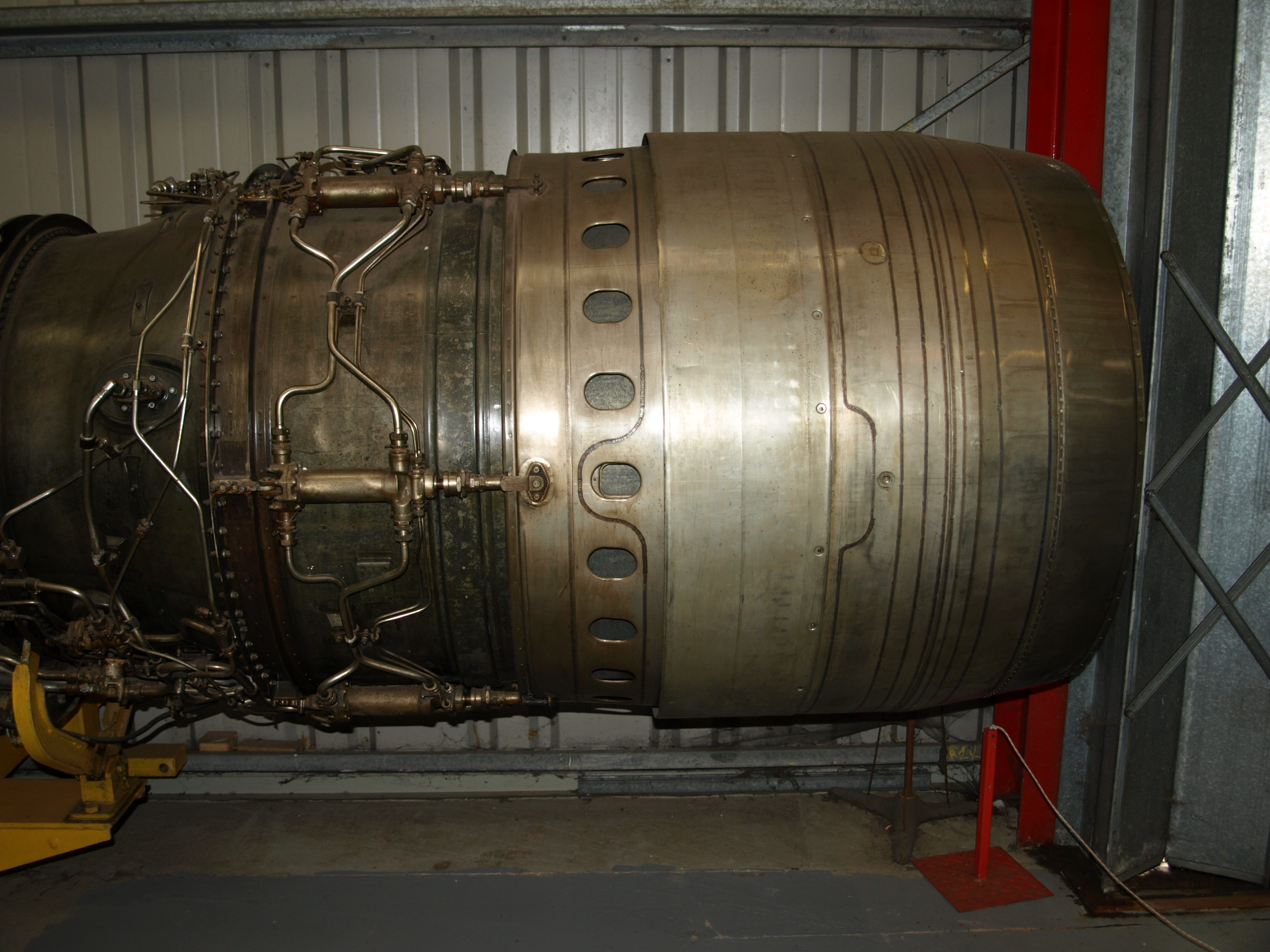
Secțiunea de postcombustie a unui RB.168

Prima versiune a Buccaneer, S.1, echipat cu motorul de Havilland Gyron Junior, a fost submotorizată în anumite scenarii, deși nu la turație maximă, iar motorul nu era de încredere. Spey a fost ales în 1960 ca opțiune de remotorizare a Buccaneer Mk .2. S-a estimat că va crește raza de acțiune cu 80 %. Motorul a fost o versiune militară a BAC 1-11 Spey și numită RB.168-1. Buccaneer S.2 a servit până în anii 1990.
Un derivat din Spey, proiectat și dezvoltat în comun de Rolls-Royce și Allison pentru LTV A-7 Corsair II, a fost produs sub licență în Statele Unite sub numele de Allison TF41.

### F-4K și M Phantom
La versiunile britanice ale lui F-4 Phantom II (denumite Phantom FG.Mk.1 și FGR.Mk.2) s-a înlocuit tracțiunea cu postcombustie de 16 000 lbf (71 kN) a turboreactoarelor J79 cu o pereche de turboventilatoare Spey 201 de 20 515 lbf (91 kN). Acestea au asigurat o forță de propulsie suplimentară pentru operarea de pe portavioanele britanice, mai mici, și au furnizat aer de suflare suplimentar pentru sistemul de control al stratului limită la viteze mici de aterizare. Zona de admisie a aerului a fost mărită cu douăzeci la sută, în timp ce fuzelajul de sub motoare a trebuit să fie reproiectat. Comparativ cu turboreactoarele originale, turboventilatoarele cu postcombustie au produs o îmbunătățire cu 10 %, respectiv 15 % a razei de acțiune și au îmbunătățit decolarea, urcarea inițială și accelerația, dar cu prețul unei reduceri a vitezei maxime, deoarece temperaturile de ieșire din compresor ar fi fost depășite, motorul inițial fiind conceput pentru avioane civile, subsonice.

### Fiabilitate
Pe durata de exploatare Spey a atins un record de siguranță impresionant. Costurile sale de întreținere relativ scăzute reprezintă unul dintre motivele majore pentru care a rămas în funcțiune chiar și atunci când erau disponibile modele mai noi. Având nevoie de un motor din clasa de tracțiune de 10 000 până la 15 000 lbf (44 până la 67 kN), cu un consum specific de combustibil mai bun și emisii și niveluri de zgomot și mai mici, Rolls-Royce a folosit turbomotoare Spey cu un ventilator mult mai mare la Rolls-Royce RB.183 Tay.

### Dezvoltarea AMX
Pentru a motoriza aeronava de atac AMX International AMX a fost realizată o versiune complet actualizată a RB.168 militar.

## Variante

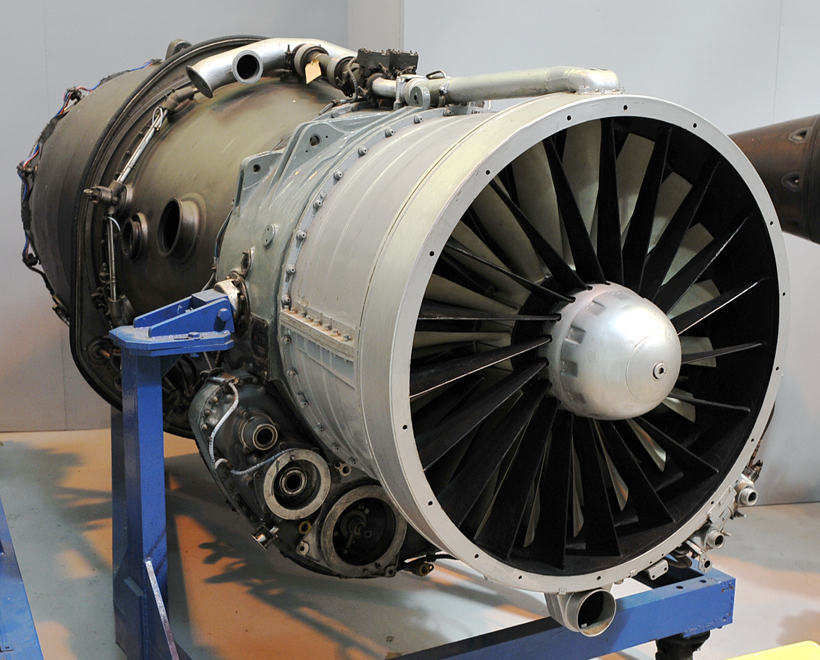
Rolls-Royce Spey RB.163 Mk.505-5 pentru Trident la RAF Museum Cosford

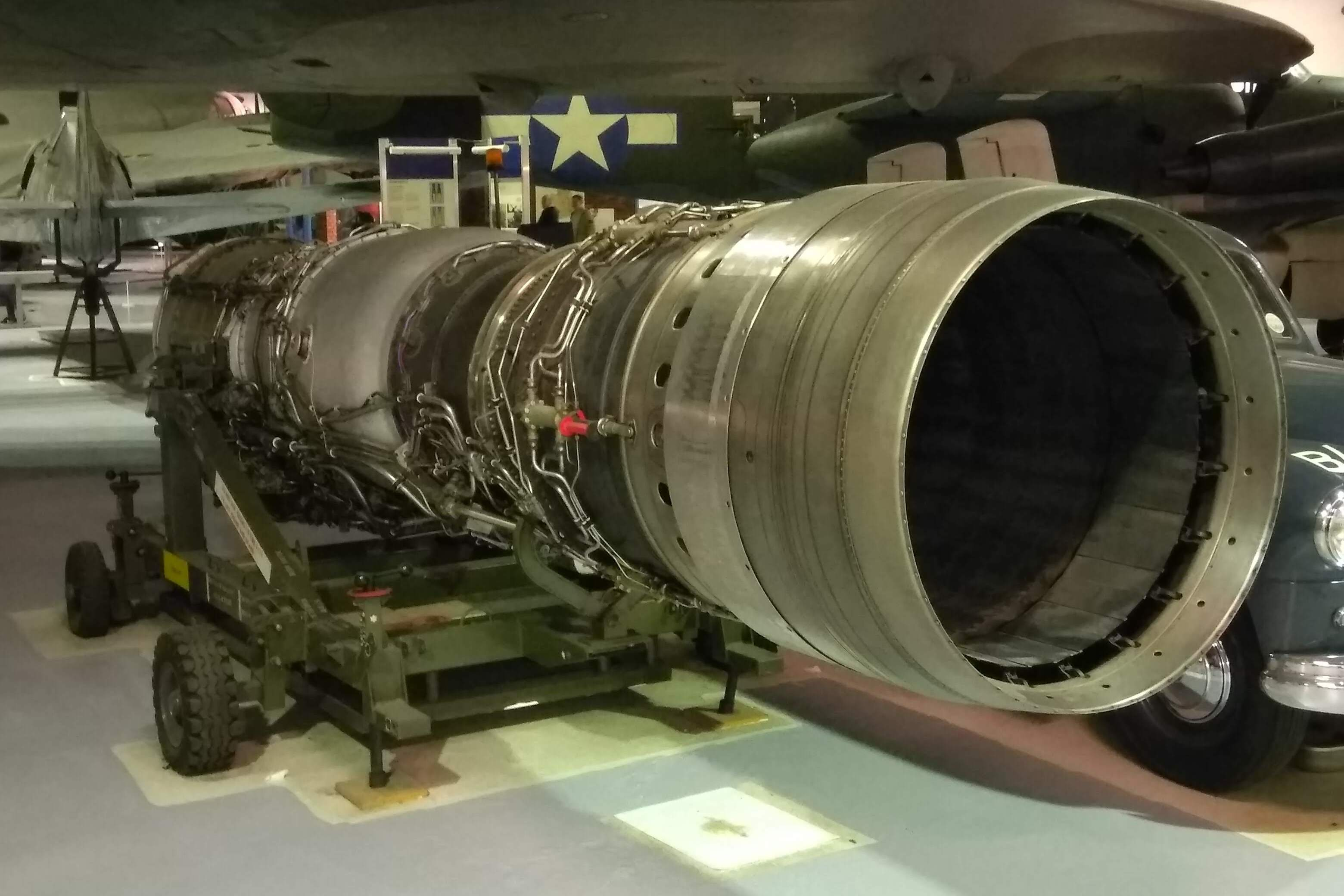
Rolls-Royce Spey Mk 202 la RAF Museum din Londra

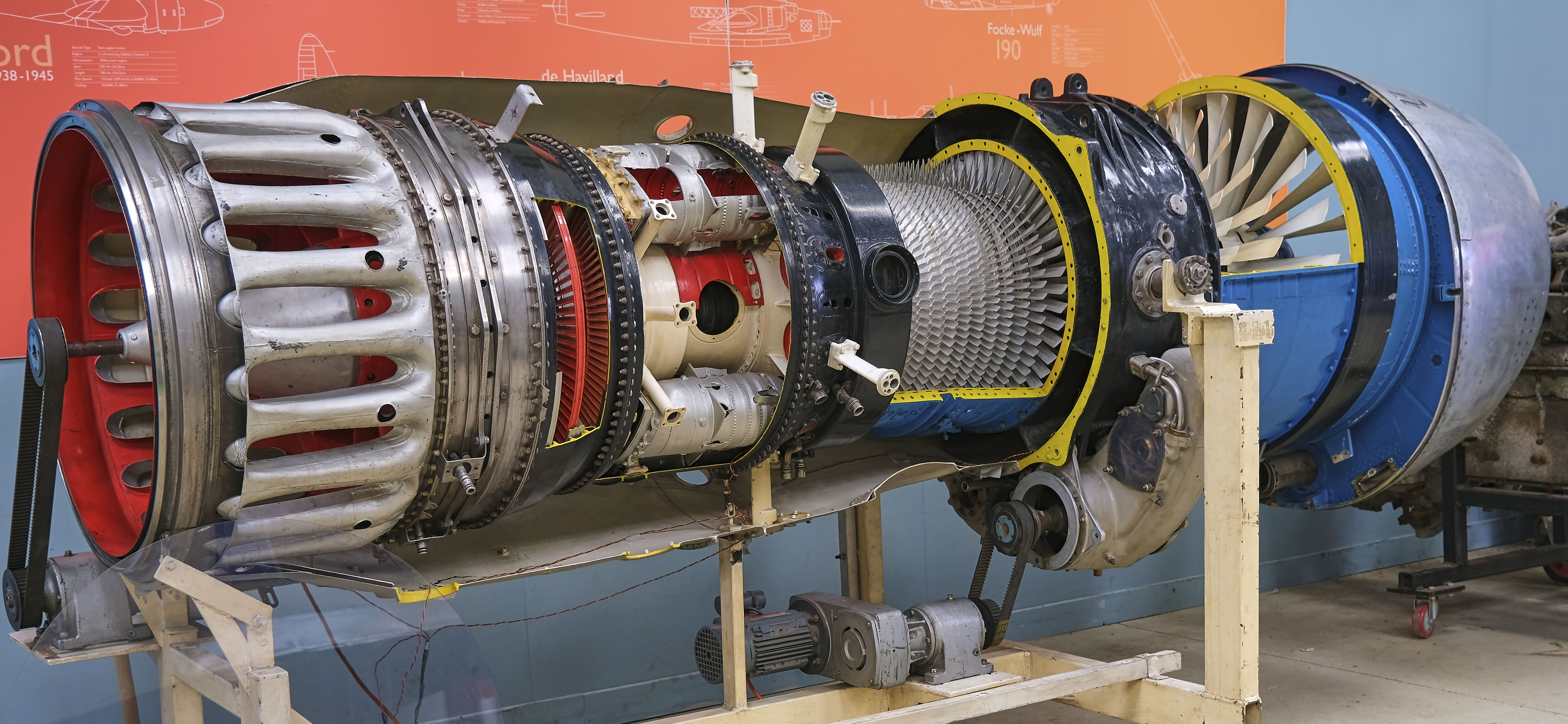
Rolls-Royce Spey RB.163 Mk.505-5F la Montrose Air Station Heritage Centre, Scoția

RB.141
RB.163-1
RB.163-2
RB.163-2W
RB.163 Mk.505-5
RB.163 Mk.505-14
RB.163 Mk.506-5
RB.163 Mk.506-14
RB.163 Mk.511-8Gulfstream II și Gulfstream III (Denumire USAF F113-RR-100 pentru Gulfstream C-20)
RB.163 Mk.511-14BAC One-Eleven
RB.163 Mk.512-14DWROMBAC 1-11
AR 963(RB.163) Boeing 727 (propus); urma să fie produs sub licență de Allison
F113-RR-100Denumire militară din SUA pentru motoarele Mk.511-8 montate pe Gulfstream C-20.
RB.168-62
RB.168 Mk.101(Spey militar) Blackburn Buccaneer S2
RB.168 Mk.202(Spey militar) F-4 Phantom II modificat (F-4J) pentru Marea Britanie ("Phantom FG1"). (Motoarele în plus au fost cumpărate de Richard Noble și folosite la mașina sa de record terestru Thrust SSC din 1997.)
RB.168 Mk.250(Spey militar) Hawker Siddeley Nimrod MR1/MR2
RB.168 Mk.251(Spey militar) Hawker Siddeley Nimrod R1 and AEW
RB.168 Mk.807AMX International AMX, produs sub licență de FiatAvio
AR 168RDezvoltare împreună cu Allison Engine Company pantru competiția TFX (cîștigată de Pratt & Whitney TF30
RB.183 Mk 555-15 Spey JuniorFokker F28 Fellowship
WS-9 QinlingVersiune chineză a lui RB.168 Mk.202 produsă sub licență de Xi'an Aero-Engine Corporation, care a fost exportată în 1975 violând restricțiile COCOM. A fost folosit la motorizarea lui Xian JH-7 și JH-7A. Un WS-9A îmbunătățit, dezvoltând o tracțiune de 97 kN este semnalată în dezvoltare.

### Versiuni navale
SM1A
Spey naval, livrând 18 770 shp (14 MW)
SM1C
Spey naval, livrând 26 150 shp (19,5 MW)

## Specificații (Spey Mk 202)
Caracteristici generale
- Tip: turboventilator cu grad de diluție mic
- Lungime: 204,9 in (5204 mm)
- Diametru: 43,0 in (1092 mm)
- Greutate gol: 4,093 lb (1856 kg)

Componente
- Compresoare: axiale, 5-trepte de presiune joasă, 12 trepte de presiune înaltă
- Camere de combustie: 10, dispuse în inel
- Turbine: 2 trepte de presiune înaltă, 2 trepte de presiune joasă

Performanțe
- Tracțiune: fără postcombustie: 12 140 lbf (54 kN); cu postcombustie: 20,500 lbf (91 kN)
- Aer aspirat: 204 lb/sec (92,5 kg/s)
- Consum specific de combustibil: fără postcombustie: 0,63 lb/(lbf•h); cu postcombustie: 1,95 lb/(lbf•h)
- Tracțiune/greutate: 5:1